# 巴特维尔德巴特
巴特维尔德巴特（德語：Bad Wildbad，發音：[baːt ˈvɪltbaːt] ⓘ）是德国巴登-符腾堡州卡尔斯鲁厄行政区卡尔夫县的城市，面积105.22平方千米，2023年12月31日人口为10,601人。